# تيموثي د. ليونارد
تيموثي د. ليونارد (بالإنجليزية: Timothy D. Leonard)‏ هو محامي وقاضي وضابط وسياسي أمريكي، ولد في 1940 في الولايات المتحدة. انتخب عضو مجلس ولاية أوكلاهوما.